# Kirył Mazurau
Kirył Mazurow (ros. Кирилл Трофимович Мазуров; ur. 25 marca?/7 kwietnia 1914 w Rudnii Prybytkauskajej, zm. 19 grudnia 1989) – radziecki komunista, premier rządu Białorusi i wieloletni szef KPB.
Do KPZR wstąpił w 1940 roku, w latach 1956–1981 zasiadał w jej KC, a od 1965 do 1978 roku również w Biurze Politycznym. Od 1953 do 1956 roku stał na czele rządu sowieckiej Białorusi. W 1956 roku objął funkcję I sekretarza KPB, którą pełnił do 1965 roku.
W 1965 roku został wicepremierem rządu ZSRR – urząd sprawował do 1978 roku.